# Karl Leiter
Karl Hans Leiter (9 februari 1890 – 23 augustus 1957) was een Oostenrijkse regisseur, scenarioschrijver en acteur.

## Biografie
Karl Leiter was de zoon van een tandarts in Wenen. Na het afronden van een opleiding aan de toneelschool werkte hij van 1909 tot 1922 op de podia van zijn geboortestad. Reeds vanaf 1913 trad hij ook op in stomme films en vanaf de jaren '20 regisseerde hij deze ook zelf. In 1935 tekende Leiter een contract in Berlijn met Universum Film AG. Tijdens de Tweede Wereldoorlog keerde hij terug naar Wenen om daar toneelstukken te regisseren. Na de oorlog werkte hij voornamelijk als scenarioschrijver.

## Filmografie
- 1920: Königin Draga (acteur)
- 1920: Das zerbrochene Herz (regisseur, scenarioschrijver)
- 1921: Die Expreßheirat (acteur)
- 1922: Die drei Zigarren (regisseur)
- 1922: Länglichs Himmelfahrt (regisseur, scenarioschrijver, acteur)
- 1922: Weltuntergang (regisseur)
- 1923: Charlie, das Universalgenie (acteur)
- 1923: Tutankhamen (acteur)
- 1923: Der Höllenhund (regisseur)
- 1926: Seine Hoheit, der Eintänzer (regisseur)
- 1926: Pratermizzi (co-regisseur)
- 1928: Kaiserjäger (acteur)
- 1929: Die Dame auf der Banknote (regisseur)
- 1929: Die verschwundene Frau (regisseur)
- 1929: Vater Radetzky (regisseur)
- 1935: Der rote Faden (korte film) (regisseur)
- 1936: Achtung, Kurve! (korte film) (regisseur, scenarioschrijver)
- 1937: Wilddiebe (korte film) (regisseur)
- 1937: Das Bummelgenie (korte film) (regisseur)
- 1938: Susi und der schwarze Mann (korte film) (regisseur)
- 1938: Halt … meine Uhr! (korte film) (regisseur, scenarioschrijver)
- 1939: Fristlos entlassen (korte film) (regisseur, producer)
- 1939: Hilfe! Erpresser! (korte film) (regisseur, scenarioschrijver, producer)
- 1939: Ein Bombengeschäft (korte film) (regisseur, scenarioschrijver, producer)
- 1940: Ein Tag in Schönbrunn (Kurzdokumentarfilm, regisseur)
- 1941: Rund um Wien (korte documentaire) (regisseur, scenarioschrijver, producer)
- 1942: Das Ferienkind (regisseur, co-scenarioschrijver)
- 1944: Ich bitte um Vollmacht (regisseur)
- 1949: Liebesprobe (regisseur)
- 1952: Fräulein Casanova (scenarioschrijver)
- 1954: Kaisermanöver (co-scenarioschrijver)
- 1954: Maxie (co-scenarioschrijver)
- 1955: Heimatland (1955) (acteur)
- 1956: Rosemarie kommt aus Wildwest (co-scenarioschrijver)
- 1956: Kaiserball (co-scenarioschrijver)
- 1957: Der schönste Tag meines Lebens (co-scenarioschrijver)
- 1958: Auch Männer sind kein Engel (regisseur en scenarioschrijver voor de episode Oh – ein Ozelot!)

- Bibliothèque nationale de France: cb14114937w (data)
- Gemeinsame Normdatei: 1129725995
- International Standard Name Identifier: 0000 0000 0338 6763
- Library of Congress Control Number: nr97044115
- Nationale Bibliotheek van Israël: 987007314396505171
- Virtual International Authority File: 39584007
- WorldCat: E39PBJhGXKwGkDXcyb3K7vJJjC